# Coelioxys slossoni
Coelioxys slossoni là một loài Hymenoptera trong họ Megachilidae. Loài này được Viereck mô tả khoa học năm 1902.